# Kallihal, Haveri
Kallihal là một làng thuộc tehsil Haveri, huyện Haveri, bang Karnataka, Ấn Độ.